# Bitwa na wyspie Anglesey
Bitwa na wyspie Anglesey – starcie pomiędzy wojskami rzymskimi a powstańcami Boudiki w pierwszym roku antyrzymskiego powstania brytyjskich plemion. Do bitwy doszło krótko po walkach o Colchester w roku 60, zakończonych sukcesami powstańców .
Równocześnie z toczonymi na wschodzie kraju walkami wojowników Boudiki, główne siły rzymskie dowodzone przez Gajusza Swetoniusza Paulinusa kontynuowały kampanię w Walii. Na brzegach wyspy Anglesey (Mona Insula) na Rzymian czekali wojownicy Deceanglów, Ordowików oraz samych wyspiarzy. Rzymianie popłynęli na wyspę w niewielkich łodziach, napotykając na jej brzegu przygotowane do walki klany walijskie, a także miejscowych druidów modlących się o klęskę Rzymian. Po wylądowaniu na wyspie ośmieleni przez Paulinusa żołnierze uderzyli na Walijczyków, nie oszczędzając nikogo: wojowników, druidów, a nawet miejscowych czarownic. Klęska Brytów była całkowita, wkrótce wyspę pokryły ciała miejscowych wojowników. Po walce Rzymianie przemierzyli całą wyspę w poszukiwaniu łupów. Odkryto m.in. święte druidzkie gaje, gdzie miano składać ofiary z ludzi. W przeciwieństwie do Brytów, Rzymianie nie ponieśli w bitwie żadnych ofiar .
Krótko po tym zwycięstwie do Paulinusa dotarli gońcy z tragicznymi wieściami spod Colchester. Po szybko zwołanej naradzie wojennej i pozostawieniu niewielkiego garnizonu na wyspie, Paulinus z resztą wojska skierował się na wschód.